# Morelos Open 2022 - Doppio
Luke Saville e John-Patrick Smith erano i detentori del titolo ma hanno scelto di non partecipare.
In finale JC Aragone e Adrián Menéndez Maceiras hanno sconfitto Nicolás Mejía e Roberto Quiroz con il punteggio di 7–6(4), 6-2.

## Teste di serie
1. Luis David Martínez /  Jeevan Nedunchezhiyan (primo turno)
2. Boris Arias /  Federico Zeballos (semifinale)

1. JC Aragone /  Adrián Menéndez Maceiras (campione)
2. Skander Mansouri /  Michail Pervolarakis (quarti di finale)

## Wildcard
1. Manuel Sánchez /  Bernard Tomić (primo turno)

1. Alex Hernández /  Rodrigo Pacheco Méndez (quarti di finale)

## Tabellone

### Legenda
| - Q = Qualificato - WC = Wild card - LL = Lucky loser | - ALT = Alternate - SE = Special Exempt - PR = Protected Ranking | - w/o = Walkover - r = Ritirato - d = Squalificato |

|  | Primo turno | Primo turno                    | Primo turno                  | Primo turno               | Primo turno               |  |  | Quarti di finale | Quarti di finale               | Quarti di finale          | Quarti di finale   | Quarti di finale |   |     | Semifinali | Semifinali                     | Semifinali                   | Semifinali                          | Semifinali                          |   |   | Finale | Finale | Finale | Finale | Finale |  |
|  |             |                                |                              |                           |                           |  |  |                  |                                |                           |                    |                  |   |     |            |                                |                              |                                     |                                     |   |   |        |        |        |        |        |  |
|  | 1           | LD Martínez J Nedunchezhiyan   | LD Martínez J Nedunchezhiyan | 3                         | 4                         |  |  |                  |                                |                           |                    |                  |   |     |            |                                |                              |                                     |                                     |   |   |        |        |        |        |        |  |
|  |             | N Mejía R Quiroz               | N Mejía R Quiroz             | 6                         | 6                         |  |  |                  | N Mejía R Quiroz               | N Mejía R Quiroz          | 6                  | 6                |   |     |            |                                |                              |                                     |                                     |   |   |        |        |        |        |        |  |
|  |             | Bye                            | Bye                          | Bye                       | Bye                       |  |  |                  | S Mochizuki S Shimabukuro      | S Mochizuki S Shimabukuro | 3                  | 2                |   |     |            |                                |                              |                                     |                                     |   |   |        |        |        |        |        |  |
|  |             | S Mochizuki S Shimabukuro      | S Mochizuki S Shimabukuro    | S Mochizuki S Shimabukuro | S Mochizuki S Shimabukuro |  |  |                  |                                |                           |                    |                  |   |     |            | N Mejía R Quiroz               | 4                            | 6                                   | [10]                                |   |   |        |        |        |        |        |  |
|  | 4           | S Mansouri M Pervolarakis      | 6                            | 4                         | [10]                      |  |  |                  |                                |                           | Y Bhambri S Myneni | 6                | 3 | [4] |            |                                |                              |                                     |                                     |   |   |        |        |        |        |        |  |
|  |             | B Lock C Lock                  | 3                            | 6                         | [3]                       |  |  | 4                | S Mansouri M Pervolarakis      | S Mansouri M Pervolarakis | 3                  | 65               |   |     |            |                                |                              |                                     |                                     |   |   |        |        |        |        |        |  |
|  |             | JP Ficovich M Zukas            | JP Ficovich M Zukas          | 3                         | 2                         |  |  |                  | Y Bhambri S Myneni             | Y Bhambri S Myneni        | 6                  | 7                |   |     |            |                                |                              |                                     |                                     |   |   |        |        |        |        |        |  |
|  |             | Y Bhambri S Myneni             | Y Bhambri S Myneni           | 6                         | 6                         |  |  |                  |                                |                           |                    |                  |   |     |            | Nicolás Mejía Roberto Quiroz   | Nicolás Mejía Roberto Quiroz | 64                                  | 2                                   |   |   |        |        |        |        |        |  |
|  | WC          | M Sánchez B Tomić              | M Sánchez B Tomić            | 3                         | 2                         |  |  |                  |                                |                           |                    |                  |   |     |            |                                | 3                            | JC Aragone Adrián Menéndez Maceiras | JC Aragone Adrián Menéndez Maceiras | 7 | 6 |        |        |        |        |        |  |
|  | WC          | A Hernández R Pacheco Méndez   | A Hernández R Pacheco Méndez | 6                         | 6                         |  |  | WC               | A Hernández R Pacheco Méndez   | 3                         | 6                  | [7]              |   |     |            |                                |                              |                                     |                                     |   |   |        |        |        |        |        |  |
|  |             | A Kovacevic L Patino           | 5                            | 6                         | [8]                       |  |  | 3                | JC Aragone A Menéndez Maceiras | 6                         | 4                  | [10]             |   |     |            |                                |                              |                                     |                                     |   |   |        |        |        |        |        |  |
|  | 3           | JC Aragone A Menéndez Maceiras | 7                            | 2                         | [10]                      |  |  |                  |                                |                           |                    |                  |   |     | 3          | JC Aragone A Menéndez Maceiras | 4                            | 6                                   | [10]                                |   |   |        |        |        |        |        |  |
|  | Alt         | JS Gomez A Mendoza             | JS Gomez A Mendoza           | 63                        | 3                         |  |  |                  |                                | 2                         | B Arias F Zeballos | 6                | 3 | [6] |            |                                |                              |                                     |                                     |   |   |        |        |        |        |        |  |
|  |             | L Castelnuovo A Santillan      | L Castelnuovo A Santillan    | 7                         | 6                         |  |  |                  | L Castelnuovo A Santillan      | 6                         | 3                  | [4]              |   |     |            |                                |                              |                                     |                                     |   |   |        |        |        |        |        |  |
|  |             | MF Descotte D Istomin          | MF Descotte D Istomin        | 4                         | 3                         |  |  | 2                | B Arias F Zeballos             | 3                         | 6                  | [10]             |   |     |            |                                |                              |                                     |                                     |   |   |        |        |        |        |        |  |
|  | 2           | B Arias F Zeballos             | B Arias F Zeballos           | 6                         | 6                         |  |  |                  |                                |                           |                    |                  |   |     |            |                                |                              |                                     |                                     |   |   |        |        |        |        |        |  |